# Gold (canção de Kiiara)
"Gold" é o single de estreia da cantora americana de electro pop Kiiara, lançado como o primeiro single de seu EP Low Kii Savage (2016), em 26 de outubro de 2015. O single chegou ao top 20 da Billboard Hot 100, atingindo a posição de número 13. Um remix com Lil Wayne foi lançado em 18 de novembro de 2016.
Um videoclipe para canção foi lançado em 21 de março de 2016. O videoclipe ganhou rapidamente popularidade, atingindo cinco milhões de visualizações durante meados de maio de 2016. A canção ganhou 2 certificações de platina nos Estados Unidos vendendo mais de 2 milhões de cópias.
De acordo com a partitura publicada em musicnotes.com, a canção é escrita em F menor, com um ritmo moderado de 84-88 batimentos por minuto.

## Faixas
| Download digital |        |         |  |
| N.º              | Título | Duração |  |
| 1.               | "Gold" | 3:45    |  |

## Recepção
A canção é descrita como uma "combinação eletrizante" entre o electro pop e o trap de Atlanta. Carl Williott do Idolator declarou: "A cantora de Illinois (Kiiara) soa um pouco como Ellie Goulding misturado com Lorde, ela vai prudentemente a par com SZA, seu colaborador foi que deu a pista um bom equilíbrio de percussão ágil e os arranjos atmosféricos, a parte mais intrigante, mesmo assim, que o refrão, da mesma forma é desconcertante e viciante, e essa escolha ousada sugere que você saiba exatamente o que deseja alcançar com esse tipo de projeto".
Tom Breihan de Stereogum afirmou que "[Gold] se sente como uma nova mutação fascinante da música pop-bedroom" e disse que "é preciso sinais de um R&B desde o início 'quebrado' e a música de dança espaçosa, possui um amplo espaço de uma música pop clássica".